# Dime la forma
«Dime la forma» es una canción compuesta e interpretada por el músico argentino Luis Alberto Spinetta, incluida en su álbum solista Pelusón of milk editado en 1991. La versión del álbum está interpretada por Spinetta, con Claudio Cardone en teclados y Javier Malosetti en el solo de bajo. El tema solo fue editado en los formato en CD y casete del álbum, no encontrándose en el formato en LP.

## Contexto
Spinetta venía de dos álbumes de estudio premiados como los mejores del año (Téster de violencia en 1988 y Don Lucero en 1989), un buen álbum en vivo (Exactas, 1990), un álbum recopilatorio (Piel de piel, 1990) y una clínica musical titulada El sonido primordial (1990) que fue editada como libro. Luego de semejante actividad, a la que se sumó haber recibido un shock eléctrico en un recital, Spinetta se apartó relativamente de los músicos de su banda y se refugió en el espacio privado de su familia.
En 1991 desapareció la Unión Soviética y el mundo comenzaba a transitar los primeros años de la década del '90, caracterizada por una mayor valoración social de lo privado -incluyendo el proceso de privatizaciones-, la riqueza y la fama, impulsada por un gran desarrollo de los medios de comunicación. "Aún quedan mil muros de Berlín" cantaría ese año en «Pies de atril».
Argentina por su parte dejaba atrás dos dramáticos brotes hiperinflacionarios en 1989 y 1990 que hundieron en la pobreza a la mayor parte de la población, a la vez que sucesivas leyes de impunidad dejaban en libertad a los criminales que habían cometido violaciones masivas de los derechos humanos en las décadas de 1970 y 1980.

## El álbum
Luego de un álbum "para pensar" como Téster de violencia y un álbum "para sentir" como Don Lucero, Spinetta tomó distancia de su banda y de las apariciones públicas, para concentrarse en su vida familiar, a la espera del bebé que gestaba su esposa. Pelusón of milk es resultado de esa introspección, que recuerda otros álbumes creados en circunstancias similares, como Artaud y Kamikaze.

Está más ligado a mi vida que era "esperándola a Vera", porque eso es Pelusón of milk. Esos temas fueron hechos en mi casa, con el embarazo de la mamá, esperando a la beba... Muchos temas de Pelusón of milk están hechos de mí para mí. Es el intento de armar un enorme patio interior.
Luis Alberto Spinetta

El álbum fue grabado entre junio y septiembre de 1991, en el estudio propio que Spinetta había instalado dos años antes en la calle Iberá.

## El tema
El tema es el décimo quinto y último track del CD Pelusón of milk, un álbum introspectivo y centrado en lo familiar. Ese álbum fue editado en tres formatos (disco de vinilo, casete y CD), pero el tema solo fue editado en las ediciones del álbum en CD y casete.
Se trata de un tema sobre los encuentros y desencuentros en el amor, que tiene conexiones con «Cielo de ti» y «Ella bailó (love of my life)»:

Díme la forma
solo baila,
y díme la forma ya
Díme la forma,
forma de llegar,
a tu cielo azul
y si quieres yo voy allí
me voy a reunir en tu forma
"Dime la forma"

La canción está escrita en segunda persona y como respuesta a una mujer -muy probablemente su esposa- que le había dicho que se había perdido ("dices que me perdí"). A ese reclamo es que Spinetta le responde pidiéndole que le diga "la forma de llegar a tu cielo azul".